# Philip Joubert de la Ferté
Philip Bennet Joubert de la Ferté, né le 21 mai 1887 à Darjeeling et mort le 21 janvier 1965 à Uxbridge, est un militaire britannique.
Il a commandé, par ordre chronologique : le No. 1 Squadron RAF puis le No. 15 Squadron en 1915, le No. 33 Squadron en 1916, le Fifth Wing en 1916–17, la 21st Wing en 1917, la 14th Army Wing en 1917–18, puis la RAF en Italie en 1918–19, le No. 2 (Training) Group en 1919, le No. 23 Group en 1929–30, le RAF Staff College à Andover en 1930–33,la 
Fighting Area en 1934–36, le No. 11 Group RAF en 1936, le RAF Coastal Command en 1936–37, les Air Forces en Inde en 1937–39, le RAF Coastal Command en 1941–43.
Air marshal dans la Royal Air Force (RAF), il est notamment actif pendant les années 1930 et la Seconde Guerre mondiale.

## Écrits
- Ferté, Philiip Joubert de la. The Birds and the Fishes: The Story of Coastal Command. Hutchinson. 1960. (No ISBN) (OCLC 223965469).